# Football Club Manitoba
FC Manitoba, é um time de futebol canadense com sede em Winnipeg, Manitoba, Canadá. Fundada em 2010 como WSA Winnipeg, a equipe joga na USL League Two, a quarta divisão do sistema da liga de futebol dos Estados Unidos .
A equipe joga seus jogos em casa no Ralph Cantafio Soccer Complex. Suas cores são azul marinho, dourado e branco.

## História
WSA Winnipeg foi anunciado como uma franquia de expansão da USL Premier Development League em 13 de dezembro de 2010.  A equipe fazia parte da maior World Soccer Academy e era apoiada pela Mondetta, uma marca bem reconhecida no esporte profissional canadense, que atuava como um de seus principais patrocinadores. 
A equipe jogou seu primeiro jogo em 28 de maio de 2011, uma derrota por 1-0 para Thunder Bay Chill,  mas alcançou sua primeira vitória no dia seguinte, 3-0 no jogo de volta contra Thunder Bay. O primeiro gol da história da franquia foi marcado por Kenny Sacramento. 
Em janeiro de 2020, a equipe foi comprada pela Garcea Group of Companies e renomeada como FC Manitoba. A equipe também recebeu novas cores e um novo logotipo.  